# Estación de Moutier
La estación de Moutier es la principal estación ferroviaria de la comuna suiza de Moutier, en el Cantón de Berna.

## Historia y situación
La estación fue abierta en el año 1876, cuando se abrió el tramo Moutier-Delémont de la línea que pretendía unir Biel/Bienne con Basilea. En 1877 se abrió al tráfico el último tramo que restaba para poder inaugurar al completo la línea, el tramo Court-Moutier.
En el año 1908 fue inaugurado el trazado ferroviario entre la estación de Moutier y Soleura.
En 1915 se puso en servicio el conocido como Grenchenbergtunnel, un túnel ferroviario de 8,5 kilómetros que tenía su boca norte en Moutier y su salida sur en Grenchen, permitiendo un menor recorrido para alcanzar la ciudad de Biel/Bienne con el consiguiente recorte de tiempo respecto al recorrido por Sonceboz-Sombeval.
Recientemente se ha inaugurado un nuevo edificio de la estación que sustituye al antiguo.
La estación se encuentra en el sur del núcleo urbano de Moutier. Cuenta con un total de 6 vías y de dos andenes.

## Servicios ferroviarios
Los servicios son operados por SBB-CFF-FFS. En la estación paran servicios de larga distancia y de ámbito regional.

### Larga distancia
- ICN Ginebra-Aeropuerto-Ginebra-Cornavin-Nyon-Morges-Lausana-Yverdon-les-Bains-Neuchâtel-Biel/Bienne-Grenchen Nord-Moutier-Delémont-Laufen-Basilea-SBB. Un tren cada hora en el tramo común Yverdon-les-Bains-Basilea-SBB. Un tren cada dos horas hacia Ginebra-Aeropuerto y Lausana.

### Regionales
- RE Delle-Porrentruy-Delémont-Moutier-Grenchen Nord-Biel/Bienne. Un tren cada hora por sentido.
- R Sonceboz-Sombeval-Moutier-Soleura. Un tren cada hora y sentido.[1]